# Єгіндинський сільський округ (Улитауський район)
Єгінди́нський сільський округ (каз. Егінді ауылдық округі, рос. Егиндинский сельский округ) — адміністративна одиниця у складі Улитауського району Улитауської області Казахстану. Адміністративний центр та єдиний населений пункт — село Єгінді.
Населення — 271 особа (2021; 309 у 2009, 627 у 1999, 666 у 1989).
Станом на 1989 рік існувала Єгіндинська сільська рада (село Єгінді).